# Podmorje otoka Prvić
Podmorje otoka Prvić este o arie protejată (sit de importanță comunitară — SCI) din Croația întinsă pe o suprafață de 692,99 ha, integral marine.

## Localizare
Centrul sitului Podmorje otoka Prvić este situat la coordonatele 44°53′56″N 14°47′53″E / 44.899°N 14.798°E.

## Înființare
Situl Podmorje otoka Prvić a fost declarat sit de importanță comunitară în iulie 2013 pentru a proteja un număr necunoscut de specii din flora spontană și fauna sălbatică aflate în arealul zonei.

## Biodiversitate
Situată în ecoregiunea marină mediteraneană, aria protejată conține 3 habitate naturale: Recifuri, Bancuri de nisip acoperite în permanență slab de apă marină, Peșteri marine scufundate complet sau parțial.
La baza desemnării sitului se află un număr nedeclarat de specii protejate.